# (6453) 1991 NY
(6453) 1991 NY es un asteroide perteneciente al Cinturón de asteroides, región del sistema solar que se encuentra entre las órbitas de Marte y Júpiter.
Fue descubierto el 13 de julio de 1991 por Henry E. Holt desde el observatorio Palomar.

## Designación y nombre
Designado provisionalmente como 1991 NY.

## Características orbitales
1991 NY está situado a una distancia media del Sol de 2,558 ua, pudiendo alejarse hasta 3,400 ua y acercarse hasta 1,716 ua. Su excentricidad es 0,329 y la inclinación orbital 5,043 grados. Emplea 1493,96 días en completar una órbita alrededor del Sol.
Los próximos acercamientos a la órbita de Júpiter ocurrirán el 6 de febrero de 2026, el 8 de septiembre de 2038 y el 16 de julio de 2132.

## Características físicas
La magnitud absoluta de 1991 NY es 13,84. Tiene 8,520 km de diámetro y su albedo se estima en 0,088.